# پدیده‌های خورشیدی
پدیده‌های خورشیدی (انگلیسی: Solar phenomena)

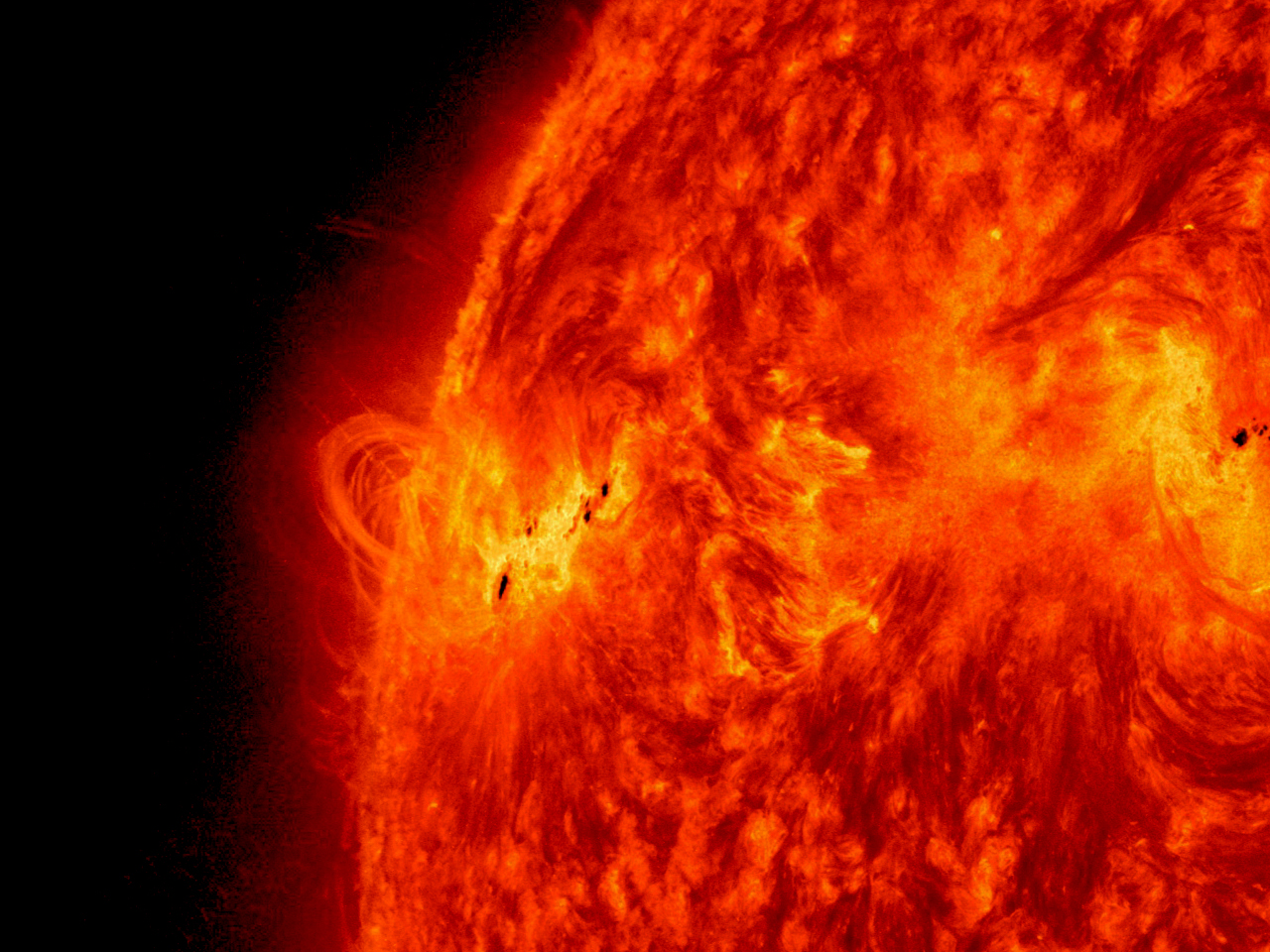
فعالیت‌های خورشیدی: ناسا رصدخانه پویایی‌شناسی خورشیدی. ناسا در ۱۴ مهٔ ۲۰۱۳ این تصویر X1.2 را از شراره خورشیدی ضبط کرد. تصویر نور را با یک طول موج ۳۰۴ آنگستروم نشان می‌دهد

پدیده‌هایی طبیعی هستند که در جو خورشید و دیگر ستارگان رخ می‌دهند. آنها اشکال مختلفی دارند، از جمله بادهای خورشیدی، امواج رادیویی، شراره خورشیدی، خروج جرم از تاج خورشیدی، گرمایش تاج و لکه‌های خورشیدی.
باور کلی بر این است که این پدیده‌ها توسط یک دینام مارپیچ، واقع در نزدیکی مرکز جرم خورشید، که میدان‌های مغناطیسی قوی ایجاد می‌کند، و همچنین یک دینام آشفته، واقع در نزدیکی سطح، ایجاد می‌شود که نوسانات میدان مغناطیسی کوچکتری را ایجاد می‌کند.[۲] همهٔ نوسانات خورشیدی با هم به عنوان تغییرات خورشیدی شناخته می‌شوند که آب و هوای فضایی را در میدان گرانشی خورشید ایجاد می‌کنند. فعالیت‌های خورشیدی و رویدادهای مرتبط با آن از قرن هشتم پیش از میلاد ثبت شده است. در طول تاریخ، فناوری رصد و روش‌شناسی پیشرفت کرد و در قرن بیستم، علاقه به اخترفیزیک افزایش یافت و تلسکوپ‌های خورشیدی زیادی ساخته شدند. اختراع تاج‌نگار در سال ۱۹۳۱ امکان مطالعهٔ تاج را در روشنایی کامل روز فراهم کرد.

## خورشید
خورشید ستاره‌ای است که در مرکز منظومه شمسی قرار دارد. خورشید تقریباً کاملاً کروی است و از پلاسمای داغ و میدان‌های مغناطیسی تشکیل شده است. قطر آن حدود ۱٬۳۹۲٬۶۸۴ کیلومتر (۸۶۵٬۳۷۴ مایل) است: نزدیک به ۱۰۹ برابر زمین، و جرمی تقریبی (۱٫۹۸۹‎×۱۰۳۰ ۳۳۰٬۰۰۰ برابر زمین)، این جرم حدود ۹۹٫۸۶٪ جرم همه منظومه شمسی است.